# 森川讓次
森川让次（日语：森川 ジョージ，本名森川常次，1966年1月17日—），日本漫画家。血型为O型。出生于东京都。越谷市立北陽中学校卒業、埼玉縣立松伏高等学校毕业。

## 作品一览
- シルエットナイト
- 一矢NOW（全2巻）
- シグナルブルー（全2巻）
- 第一神拳（週刊少年Magazine、連載中、既刊144巻）

### 其它
- 鑽石王牌（第2季第6、7話片尾插圖，2015年）